# Бервальде (Боксберг)
Бе́рвальде или Бе́рвалд (нем. Bärwalde; в.-луж. Bjerwałdо файле) — деревня в Верхней Лужице, Германия. Входит в состав коммуны Боксберг района Гёрлиц в земле Саксония. Подчиняется административному округу Дрезден.

## География
Находится в южной части района Лужицких озёр на правом берегу Шпрее на границе заповедника «Пустоши и озёра Верхней Лужицы» среди обширного лесного массива. На западе от деревни располагается искусственное озеро Lohsa II (бывшая угольная шахта Tagebau Lohsa), на северо-востоке — поверхностная угольная шахта Тагебау-Нохтен, на юге — искусственное Бергвальдское озеро и на северо-западе — Западный отдел военного полигона «Верхняя Лужица». Примерно в двух километрах находится тепловая электростанция Боксберг. Через деревню проходит автомобильная дорога K 8401, соединяющая её на юге с федеральной дорогой B 156.
Соседние населённые пункты: на северо-востоке — деревня Спрёве и на востоке — административный центр коммуны Боксберг.

## История
Впервые упоминается в 1400 году под наименованием Berwalt.
До 1994 года входила в коммуну Мерцдорф, с 1994 по 1998 года — в коммуну Лоза. С 1998 года входит в состав современной коммуны Боксберг.
В настоящее время деревня входит в состав культурно-территориальной автономии «Лужицкая поселенческая область», на территории которой действуют законодательные акты земель Саксонии и Бранденбурга, содействующие сохранению лужицких языков и культуры лужичан.
Исторические немецкие наименования
- Berwalt, 1400
- Bernwald, 1408
- Berenwalde, 1608
- Beerwalde, 1626

## Население
Официальным языком в населённом пункте, помимо немецкого, является также верхнелужицкий язык.
Согласно статистическому сочинению «Dodawki k statisticy a etnografiji łužickich Serbow» Арношта Муки в 1884 году в деревне проживало 145 человек (из них — 138 серболужичан (95 %)).
Лужицкий демограф Арношт Черник в своём сочинении «Die Entwicklung der sorbischen Bevölkerung» указывает, что в 1956 году при общей численности в 122 человека серболужицкое население деревни составляло 38,5 % (из них верхнелужицким языком владело 34 взрослых и 13 несовершеннолетних).
| 1825 | 1871 | 1885 | 1905 | 1925 | 1939 | 1946 | 1950 | 1990 | 2011 |
| ---- | ---- | ---- | ---- | ---- | ---- | ---- | ---- | ---- | ---- |
| 115  | 161  | 156  | 145  | 102  | 99   | 133  | 102  | 193  | 159  |